# Агитационный куб
Агитацио́нный куб — конструкция, используемая во время предвыборных кампаний. Состоит из металлического или пластикового каркаса и четырёх баннеров размером, как правило, 2 на 2 метра. Позволяет разместить на четырёх сторонах предвыборную агитацию: изображения и биографии кандидатов, предвыборные программы, цели и слоганы. Изобретены активистом Фонда борьбы с коррупцией Николаем Ляскиным во время суда над Алексеем Навальным в городе Кирове. Масштабно использовались на предвыборной кампании Навального в мэры Москвы в 2013 году.